# علی رهنما (بازیکن فوتسال)
علی رهنما؛ زاده ۲۱ مهٔ ۱۹۸۵) یک بازیکن فوتسال اهل ایران است.